# 定吉
定吉（さだきち）は、落語に登場する架空の人物。江戸落語・上方落語を問わずさまざまな噺で活躍する、商店の丁稚の代表格である。

## キャラクター
10代前半ぐらいの少年として描かれることが多い。一人称は「私」か「あたい」。大人に囲まれて生活していることもあり、こましゃっくれた傾向があるが、言動にはまだ幼さが残っている。
頭に『超』が付くほどの芝居マニアであり、そのマニアぶりは「三度の飯を四度食べる」と称すほど。そのため、日常生活でもつい芝居っ気が出てしまうことが多く、それにまつわる失敗もかなりある。
たまに、主や若旦那の浮気を手伝ったり、店の娘と手代の仲を取り持つこともある。

## 主な登場作品
- 『蛙茶番』[1]:色々とあって、『天竺徳兵衛』の「忍術ゆずり場」に出てくるガマの役を仰せつかる。
- 『七段目』[1]:若旦那と芝居ごっこをして、二階から転がり落ちる。
- 『蛸芝居』:大旦那に怒られながらも、芝居をやりつつ業務をこなす。
- 『茶の湯』[3]:茶道を始める隠居に誤った『お茶』を出し、騒動の発端を作る。他の作品に比べ、やや天然ボケ気味な性格に描かれる。
- 『花見小僧（おせつ徳三郎・前編）』[3]:若い恋人同士の間を取り持っていたが、それがばれて攻め立てられる。
- 『四段目』[3]:お仕置きで閉じ込められた蔵の中で、「仮名手本忠臣蔵」の四段目を演じる。
- 『寝床』[3]:「この世のものとは思えない」浄瑠璃から逃れるために聴衆のほとんどが居眠りをする中、ただ1人起きていた。
- 『双蝶々』:奉公人の長吉が大旦那の百両の金を盗んだことを偶然知ってしまい、口封じのために殺害されてしまう。

## 落語以外への登場
- 日本香堂から販売されている『毎日香』という線香のCMキャラクターに採用されている。キャラクターとしての名前は「さだきちくん」である。CMナレーションは5代目圓楽→6代目円楽が担当。定吉自身の声は声優の藤田淑子が担当していた（2018年の藤田没後は後任者無し）。
- 『定吉七番』という東郷隆原作の小説とテレビゲームがある。主人公の定吉七番は、架空の組織である大阪商工会議所の丁稚であるとともに、スパイの符丁（コードネーム）でもある（ジェームズ・ボンドのパロディ）。